# Hippotion gracilis
Hippotion gracilis är en fjärilsart som beskrevs av Butler 1875. Hippotion gracilis ingår i släktet Hippotion och familjen svärmare. Inga underarter finns listade i Catalogue of Life.